# Morova subfasciata
Morova subfasciata är en fjärilsart som beskrevs av Walker 1865. Morova subfasciata ingår i släktet Morova och familjen Thyrididae. Inga underarter finns listade i Catalogue of Life.